# Kaisergebirge
Le Kaisergebirge (littéralement « massif de l'Empereur ») est un massif des Préalpes orientales septentrionales. Il s'élève en Autriche (Land du Tyrol).
L'Ellmauer Halt est le point culminant du massif.

## Géographie

### Situation

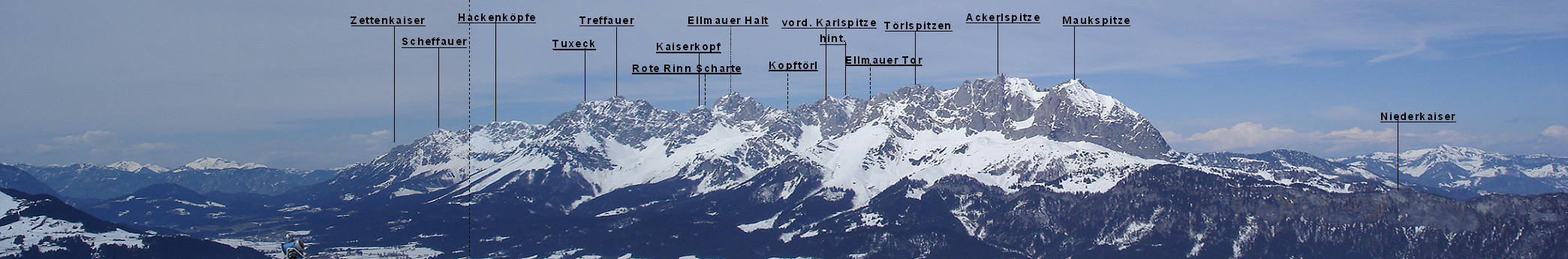
Le Kaisergebirge (chaînon du Wilder Kaiser) vu du sud.

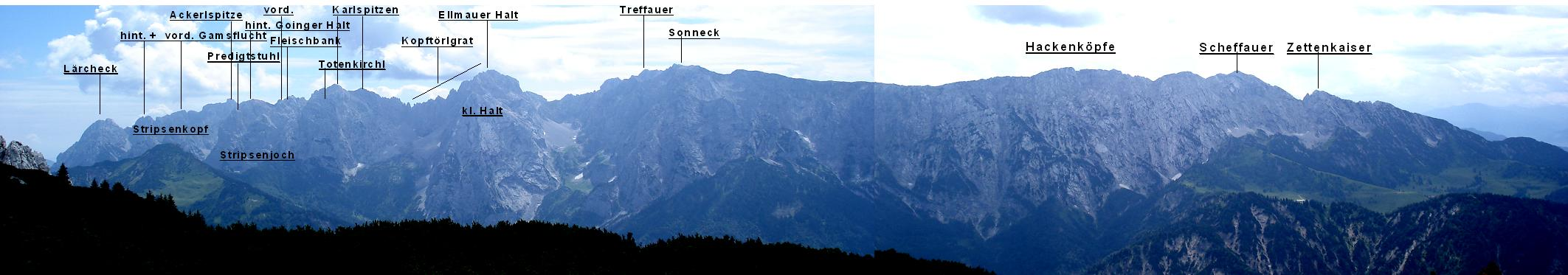
Le chaînon du Wilder Kaiser vu depuis celui du Zahmer Kaiser au nord.

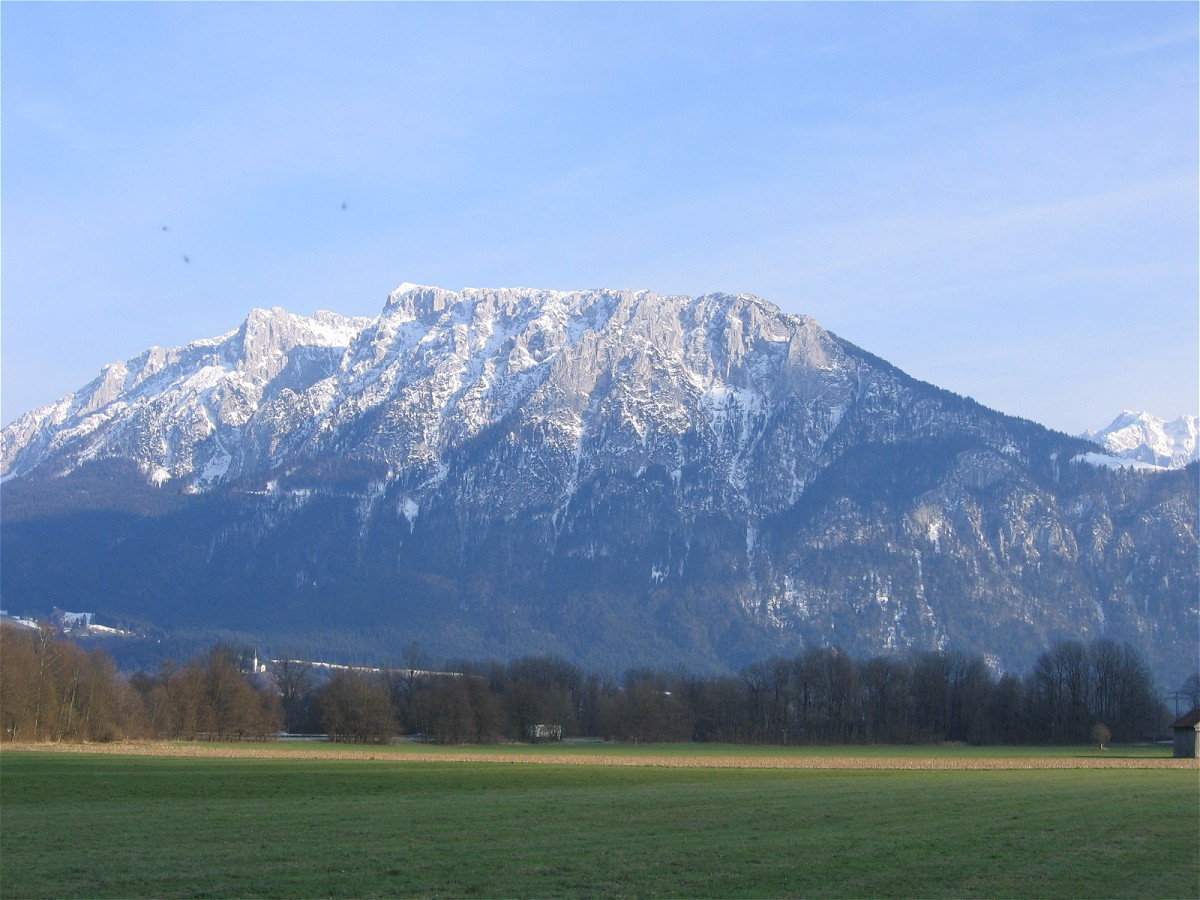
Le chaînon du Zahmer Kaiser vu depuis Oberaudorf au nord.

Le massif est entouré par les Alpes du Chiemgau au nord, le Loferer Steinberge à l'est, les Alpes de Kitzbühel au sud et les Alpes de Brandenberg à l'ouest.
Il est bordé à l'ouest par l'Inn.
Il est composé de deux chaînons principaux orientés dans un axe est-ouest sur une vingtaine de kilomètres de long : le plus élevé, le Wilder Kaiser (littéralement « Empereur Sauvage ») au sud, et le Zahmer Kaiser (« Empereur Apprivoisé ») au nord. Ils sont séparés par la Kaisertal (« vallée de l'Empereur ») et sont reliés uniquement au niveau du Stripsenjoch, à 1 580 mètres d'altitude.

### Sommets principaux
| - Ellmauer Halt (2 344 m) - Ackerlspitze (2 329 m) - Treffauer (2 304 m) - Gamshalt (2 291 m) - Hochgrubachspitzen (2 284 m) - Karlspitzen (2 281 m) - Sonneck (2 260 m) - Regalmspitze (2 253 m) - Goinger Halt (2 242 m) - Maukspitze (2 231 m) - Törlspitzen (2 227 m) - Tuxegg (en) (2 226 m) - Gamsfluchten (2 203 m) - Totenkirchl (2 190 m) - Fleischbank (2 186 m) - Kopfkraxen (2 178 m) - Kaiserkopf (2 171 m) - Christaturm (2 170 m) | - Hackenköpfe (2 125 m) - Lärchegg (2 123 m) - Kleine Halt (de) (2 116 m) - Predigtstuhl (2 116 m) - Scheffauer (2 111 m) - Mitterkaiser (2 011 m) - Vordere Kesselschneid (2 001 m) - Pyramidenspitze (1 997 m) - Rosskaiser (1 970 m) - Zettenkaiser (de) (1 968 m) - Jovenspitze (1 890 m) - Feldberg (de) (1 814 m) - Stripsenkopf (1 807 m) - Unterberghorn (1 773 m) - Petersköpfl (1 745 m) - Naunspitze (1 633 m) - Hartkaiser (1 553 m) |  |

## Géologie et hydrologie
Le Kaisergebirge appartient aux Préalpes orientales septentrionales et se compose principalement de calcaire du Wetterstein et de dolomie. Le calcaire se trouve sur une épaisseur maximale d'environ 1 000 mètres, qui correspond à la hauteur entre les vallées et les plus hauts sommets. La dolomie, plus jeune, se trouve surtout dans le fond des vallées. On trouve aussi de vastes zones de moraine, comme autant de bribes de la glaciation de Würm.
Le massif est arrosé à l'ouest par le Sparchenbach qui s'écoule dans la Kaisertal, à l'est par le Kaisertalbach qui coule à travers la vallée du Kaiserbach et au nord par le Weissenbach. Entre le Fleischbank et le Goinger Halten se trouve un petit glacier qui pourrait disparaître prochainement avec la hausse des températures moyennes. À l'extrémité occidentale du massif se trouve le lac de Hinterstein autorisé à la baignade.

## Histoire

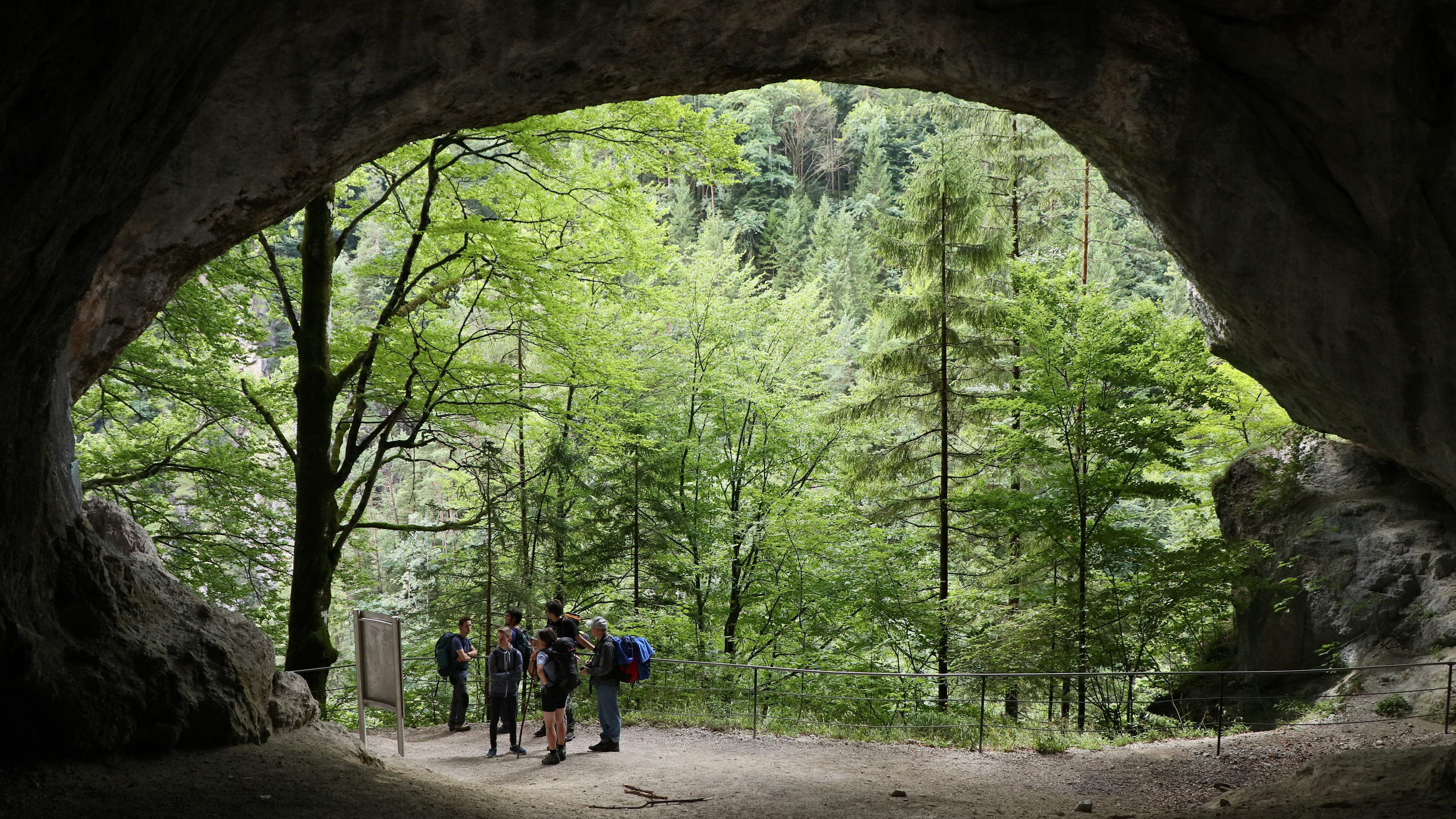
La grotte de Tischof

Les premières traces datées du peuplement humain dans le Kaisergebirge sont estimées du IIIe millénaire av. J.-C.. Il s'agit des restes de chasseurs de l'Âge de la pierre dans la grotte de Tischof. D'autres trouvailles prouvent la présence de colonies de peuplement à l'Âge du bronze dans les cavités. Les documents relatant la colonisation de la Kaisertal au Moyen Âge remontent à 1430. Il s'agit d'un contrat de vente d'une ferme du nom de Hinterkaiser. Le nom de Kaiser dans cette région est plus ancien et se trouve déjà en 1240 dans une liste de marchandises de Kitzbühel édictée par un certain Gamsgiayt au Chaiser. En 1611, on trouve dans la carte géographique Matthias Burgklehners l'inscription : « Es ist in der Herrschaft Khueffstein der Kayser, ein sehr hoches Gepürg, so einer kaiserlichen Cron gleich ist, seiner vilfeltigen Zinggen halber, dann auch, dass er in der Heche vil Meils Wegs weit, als ob er rund und gekrönt ware, gesehen wird. »
La mise en valeur touristique commence dans le Kaisergebirge au cours de la deuxième moitié du XIXe siècle. Jusqu'à la fin de ce siècle, on assiste aussi à de nombreuses premières. Cependant, on suppose que les plus grands sommets avaient déjà été montés sporadiquement par les autochtones sans que cela n'ait jamais été manifesté. Puis, jusqu'à la Première Guerre mondiale, les murs de calcaire du Wilder Kaiser sont le berceau de la scène d'escalade munichoise, où les fameux pionniers en la matière comme Hans Dülfer révolutionnent alors complètement l'escalade en terrain d'aventure et sportive. Ensuite, jusqu'aux années 1960, les techniques de fixation de ces deux disciplines sont pratiquement parachevées. En 1977, le 7e degré de difficulté est introduit avec l'escalade libre de Pumprisse par Reinhard Karl et Helmut Kiene au Fleischbank. Dans les années 1970 et 1980, toute une série de voies sportives parfois extrêmement difficiles sont ouvertes dans le massif. La voie Des Kaisers neue Kleider de Stefan Glowacz avec un X+ au Fleischbankfeiler atteint aujourd'hui les plus hauts niveaux de difficultés connus.

## Activités

### Stations de sports d'hiver
- Kössen
- Kufstein
- Walchsee

### Environnement
Dès les années 1920, les voix isolées des amis de la nature et également du "Pape du Kaiser" ("Kaiserpapst"), Franz Nieberl, se font entendre et exigent une protection plus importante de l'espace naturel extraordinaire du massif. Le but initial visait à empêcher l'accès aux montagnes par les téléphériques et les routes. Mais à cette époque, ces réflexions ne remportent aucun succès. En 1961, on décide enfin, après une consultation populaire, de créer une réserve naturelle, qui ouvre officiellement le 19 avril 1963. Celle-ci couvre tous les sommets du Zahmer et du Wilder Kaiser, pour une superficie de 102 km2 sur les communes de Kufstein, St. Johann in Tirol, Ebbs, Ellmau, Going am Wilden Kaiser, Kirchdorf in Tirol, Scheffau am Wilden Kaiser et Walchsee, entre 480 m et 2 344 m d'altitude (au sommet de l'Ellmauer Halt). L'unique moyen de montée artificiel est un télésiège existant au Brentenjoch. D'autres projets n'ont pas été réalisés en raison de la réserve naturelle. Longtemps, la construction d'une route a été envisagée de façon très contradictoire dans la Kaisertal. Elle restait en 2006 l'unique vallée habitée en Autriche sans liaison routière. Le 19 mai 2006 a commencé la construction d'une route depuis Ebbs. Elle permet l'accès à un tunnel de 813 mètres de long dont le percement a abouti le 10 mars 2007 et dont l'usage doit démarrer début 2008. Les droits de passage doivent rester limités au minimum absolu, seulement aux habitants de la vallée et aux quelques véhicules d'approvisionnement.
La flore et la faune de la réserve naturelle sont très riches. Dans le Kaisergebirge existent environ 940 espèces de plantes à fleurs, 38 espèces de fougères et plus de 400 espèces de mousses. Les champignons et les lichens abondent également avec de 100 à 236 espèces présentes. Dans les zones boisées, on trouve fréquemment des forêts à essences mixtes de hêtres, de sapins et de pins. Dans l'étage montagnard on trouve aussi des frênes et des érables de montagne, et dans les zones ensoleillées également des aulnes. Dans l'étage subalpin, on trouve des formes de buissons nains typiques comme le pin des montagnes et le rhododendron, en particulier sa forme naine. Dans l'étage alpin, jusqu'aux sommets, les arbres laissent place aux alpages et aux pâturages. Plusieurs zones humides sont également présentes dans le massif avec leur palette de plantes typiques. Grâce au processus glaciaire, on trouve dans le Kaisergebirge des espèces rares relativement endémiques comme Allolobophora smaragdina (un ver de terre), ainsi que certains lichens et espèces de papillons. Les vertébrés typiques sont la salamandre noire (alpestre) et la salamandre commune (terrestre), la coronelle lisse (colubrinae), la vipère berus (avec des variantes de couleurs étonnantes), le loir, le muscardin et le campagnol roussâtre. Dans les zones plus élevées, on trouve le chamois, l'hermine, le campagnol des neiges et le lièvre variable. Les oiseaux typiques sont le pouillot siffleur, le gobe-mouche nain (endémique pour le Nord-Tyrol), le Chocard à bec jaune, le grand corbeau, l'hirondelle de rochers, la mésange boréale, le tarin des aulnes, l'accenteur alpin, le tichodrome échelette, le tétras lyre et le lagopède. En ce qui concerne les falconiformes, l'autour des palombes, l'épervier d'Europe, l'aigle royal, la chouette hulotte, la chouette chevêchette et la chouette de Tengmalm.

### Randonnée

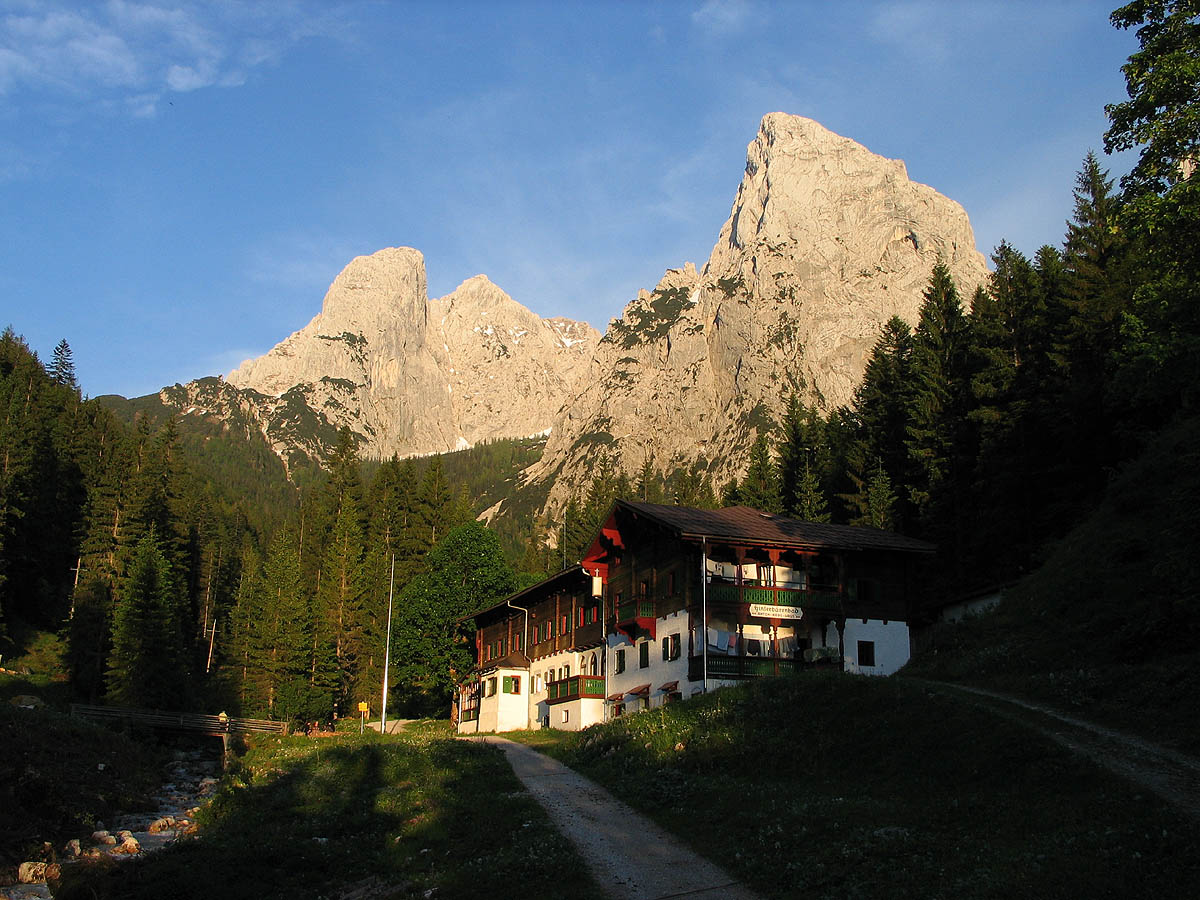
Hinterbärenbad et cabane Anton Karg

Afin de faciliter la pratique de la randonnée, il existe un grand nombre de refuges dans le massif :
- refuges des associations alpines : refuge Vorderkaiserfelden, cabane Anton Karg / Hinterbärenbad, cabane du Stripsenjoch, refuge Gaudeamus, refuge Grutten, refuge Fritz Pflaum, refuge Ackerl
- refuges privés : cabane Aschenbrenner, refuge du Brentenjoch, cabane Hans Berger, Griesner Alm, refuge Kaindl, Pfandlhof, refuge Riedl, Rietzaualm, Veitenhof, Walleralm, Wochenbrunner Alm

## Sources
- (de) Cet article est partiellement ou en totalité issu de l’article de Wikipédia en allemand intitulé « Kaisergebirge » (voir la liste des auteurs).